# Осадка судна

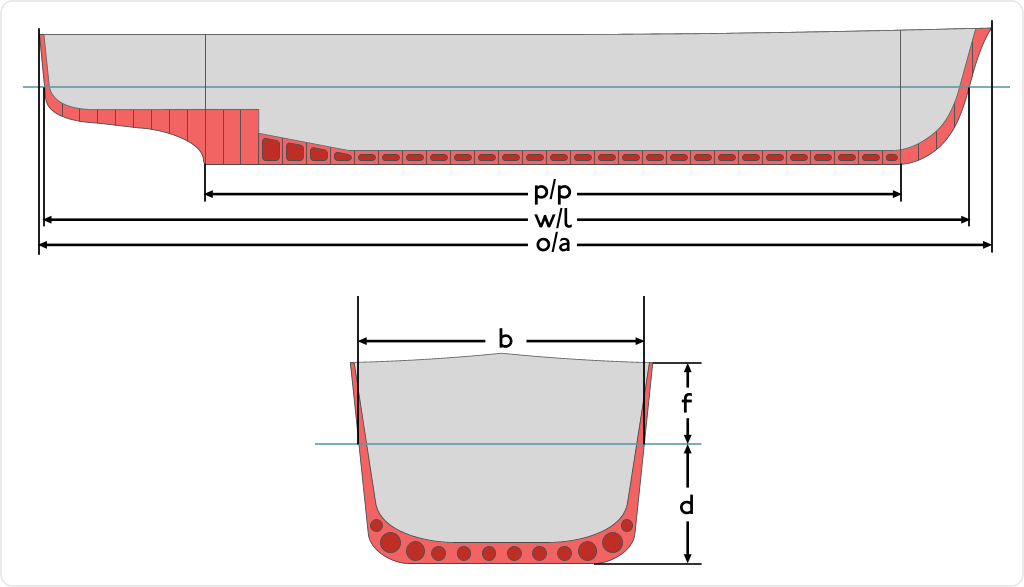
Графічне представлення розмірів судна. Розмір «d» — осадка.

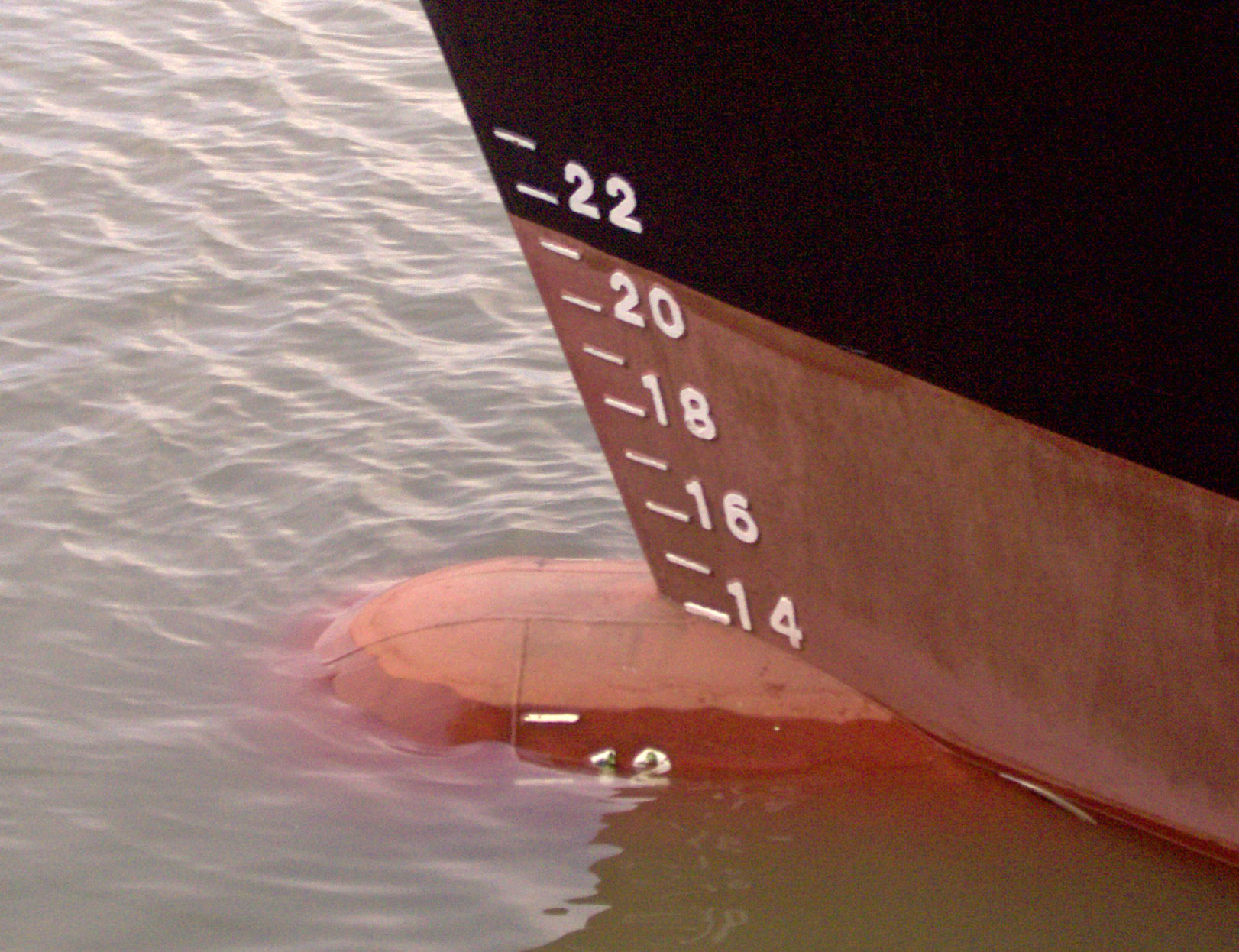
Носова марка занурення судна. Те що ви бачите звуть шкалою марок занурення судна.

Оса́дка су́дна (корабля́), рідше посадка — глибина, на яку судно або плавуча бурова платформа занурюються у воду.
Осадка у середній частині судна або просто осадка (T) — вертикальна відстань, виміряна між нижньою точкою на корпусі та розрахунковою ватерлінією на мідель-шпангоуті судна.

## Види осадки
Розрізняють такі види осадки:
- Проектна або розрахункова осадка, або вертикальна відстань від верхньої крайки кіля до рівня головної ватерлінії, яка вимірюється на половині (середині) довжини корпусу.
- Проектна осадка по мідель-шпангоуту — відстань від ватерлінії до зовнішньої крайки обшивки біля кіля.
- Носова осадка (Tн) — відстань, яка вимірюється по носовій точці занурення, або біля носової марки.
- Кормова осадка (Tк) — відстань, яка вимірюється по кормовій точці занурення, або біля кормової марки.
- Середня осадка — середнє арифметичне значення носової та кормової осадок.

Для визначення осадки судна на його корпусі наносяться марки занурення. У більшості флотів світу марки поглиблення наносяться по вертикалі від кінцевих точок прямої лінії кіля до головної ватерлінії з обох бортів судна. В англо-саксонських країнах (але не тільки в них) частка марки вимірюється у футах.
Для суден з великою осадкою утруднений, або неможливий вхід в мілководні райони моря, гавані, порти, а також в гирла річок.